# Trabajos forzados (pena)

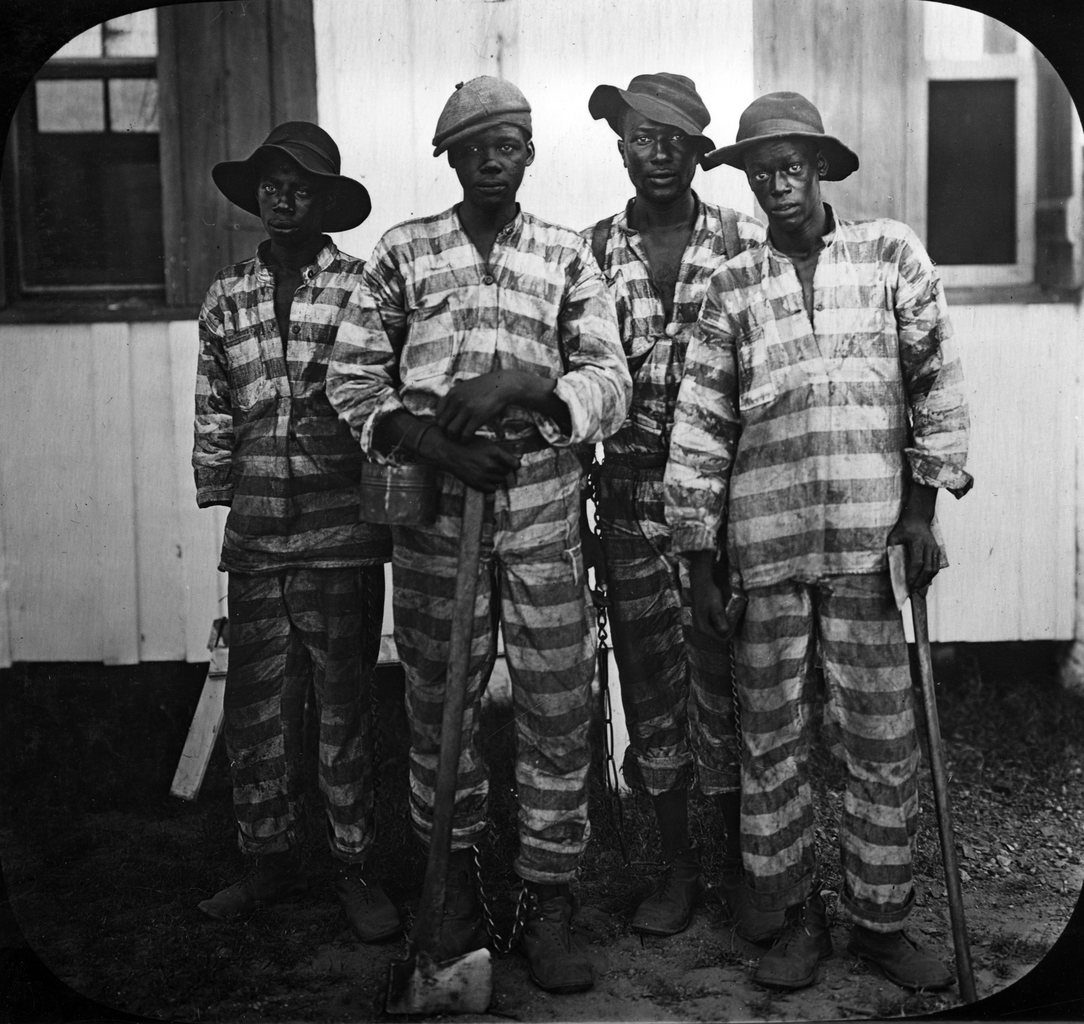
Convictos contratados para recoger madera, Florida, hacia 1915.

Los trabajos forzados son los trabajos que una persona está obligada a realizar contra su voluntad y sin derecho a percibir remuneración.
Los trabajos forzados pueden ser un castigo en forma de trabajo obligado aplicado a delincuentes o prisioneros de guerra. En algunos casos se presenta como un trabajo al que se obliga a los menores de edad.
Los trabajos forzados han sido bastante comunes a lo largo de la historia en un gran número de países. Pueden encontrarse paralelismos entre la kátorga y las poblaciones de convictos de Australia, que tuvieron un papel importante en el desarrollo del país.
Además del aspecto punitivo, los trabajos forzados tratan de aliviar parcialmente el costo que significa mantener prisioneros.

## España
Los trabajos forzados eran un elemento esencial de las llamadas penas de cadena, temporal o perpetua. Así, por ejemplo, el Código Penal de 1848, en su artículo 96 establecía:

Los sentenciados á cadena temporal o perpétua trabajarán en beneficio del Estado; llevarán siempre una cadena al pie, se emplearán en trabajos duros y penosos, y no recibirán auxilio alguno de fuera del establecimiento.

También establecía en su arts. 100 y 104 el trabajo forzoso en la pena de reclusión perpetua y presidio, aunque no del nivel de los condenados a cadena.
La última figura legal en España equiparable a trabajos forzados fue la Prestación social sustitutoria, en funcionamiento de 1985 a 2002 y afectando a 1.021.509 objetores de conciencia que no quisieron realizar el Servicio militar obligatorio. En todas las promociones, para la PSS el Consejo Nacional de Objeción de Conciencia estableció duraciones de los trabajos para la comunidad superiores al SMO, y el cumplimiento de dichos trabajos era la única forma legal de no cumplir penas de hasta 2 años 5 meses y un día en prisión por Insumisión.
Actualmente en España la justicia puede obligar a una persona a realizar un trabajo para la comunidad, como alternativa a la prisión o multa y como medio de reinserción social.
Dentro de las prisiones es posible trabajar si el preso lo solicita, aunque nunca es obligatorio, y no todos los presos que solicitan trabajo lo obtienen por falta de empresas que los ofrezcan. Los presos reciben un sueldo bajo, pero tienen la comida y el alojamiento gratuito. Las empresas obtienen mano de obra barata y en algunos casos se ahorran el coste del equipamiento para realizar el trabajo.

## Francia
El trabajo forzado era ampliamente utilizado en las colonias africanas. Uno de los proyectos más emblemáticos, la construcción del ferrocarril Congo-Océano (140 km) costó la vida a 17.000 trabajadores indígenas en 1929. En Camerún, los 6.000 trabajadores de la línea ferroviaria Douala-Yaundé tienen una tasa de mortalidad del 61,7%, según un informe de las autoridades. El trabajo forzoso fue oficialmente abolido en las colonias en 1946 bajo la presión del Rassemblement démocratique africain y del Partido Comunista Francés. De hecho, durará hasta bien entrada la década de 1950.